# Ab anbar

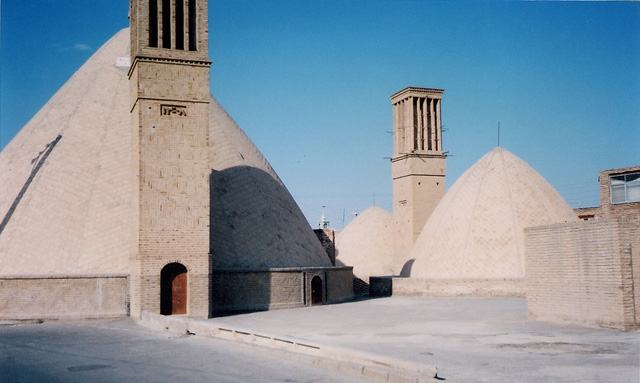
Un Ab Anbar avec ses dômes doubles et ses capteurs de vent à Na'īn, située dans le désert central, près de Yazd.

Un āb anbār (en persan : آب انبار) est un réservoir traditionnel d'eau potable en Iran.
Les éléments architecturaux d'un āb anbār sont présentés dans cet article.

## La structure
Pour supporter la pression que l'eau exerce sur les parois du réservoir de stockage, le lieu de stockage lui-même était construit sous le niveau du sol. Un autre aspect important à prendre en considération est leur résistance aux tremblements de terre ; car la plupart des villes d'Iran sont situées dans des régions ayant été victimes de ces tremblements. Le fait que les āb anbār soient construits dans des structures enterrées leur donne une structure stable.
Les matériaux utilisés pour la construction des āb anbār était très durs et utilisaient un mortier spécial appelé sarouj, qui était constitué de sable, d'argile, de blancs d'œuf, de citrons verts, de poil de chèvre et de cendres dans des proportions spécifiques, et qui varient selon les villes et les régions. Cette mixture était réputée complètement imperméable. Les murs de la citerne faisaient souvent 2 mètres d'épaisseur, des briques spéciales devant être utilisées pour leur édification. Ces briques étaient construites spécialement pour les 'āb anbār' et étaient appelées Ajor āb anbāri. Certains de ses réservoirs étaient si grands qu'ils étaient construits sous des caravansérails, comme celui de Haj Agha Ali à Kerman; d'autres étaient construits sous des mosquées, comme le ab anbar de Vazir près de Esfahan.
Le fond de ces cuves était souvent rempli de métaux lourds pour plusieurs raisons structurelles. Il est raconté que Agha Muhammad Khan, souverain du XVIIIe siècle, aurait extrait ces métaux des bains publics Ganjali Khan pour faire des balles pour une bataille.

## Le réservoir de stockage

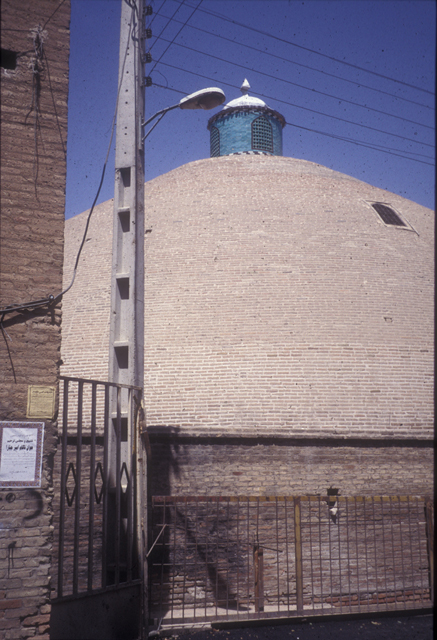
Ab anbar de Sardar-e Bozorg, àn Qazvin, est le plus grand ab anbar à simple dôme d'Iran.

Certains 'āb anbār' ont des réservoirs de forme rectangulaire, comme à Qazvin, d'autres sont de forme cylindrique comme à Yazd. Il existait plusieurs dessins pour le toit vouté des réservoirs de chaque ab anbar, nommés ahang, kalanbu, kazhaveh ou encore des combinaisons de ceux-ci selon les caractéristiques du lieu de stockage.
Dans l'exemple particulier de l'āb anbār « Sardar-e Bozorg » à Qazvin, l'espace de stockage a été conçu si grand qu'il devint le plus grand āb anbār à simple dôme d'Iran. Recouvrir d'un dôme le plan carré ne fut pas une tâche aisée, mais la construction de dôme n'était pas une chose inconnue aux yeux des architectes médiévaux, comme le prouvent de nombreux chefs-d'œuvre comme Soltaniyeh.
Certaines sources indiquent que les architectes faisaient d'abord construire le réservoir, puis le remplissaient de foin et de paille afin de pouvoir commencer à construire le dôme. Après avoir fini le dôme, la paille était mise à feu, libérant l'espace à l'intérieur. Cependant, il existe des trous dans certains réservoirs, où des échafaudages ont peut-être été utilisés.
Un espace de stockage au plan cylindrique est beaucoup plus difficile à recouvrir d'un dôme qu'un plan rectangulaire. On ne connait pas la raison pour laquelle, dans certains lieux, le plan rectangulaire ou cylindrique était choisi, sachant que le plan cylindrique est plus facile à couvrir, et apparaît plus hygiénique pour le stockage de l'eau (pas de coins). Les réservoirs cylindriques avaient de plus l'avantage de contenir la pression de façon homogène, au contraire des plans rectangulaires. Le ab anbar du Bazar Zananeh à Qazvin utilise quatre colonnes à l'intérieur de son réservoir. Le ab anbar Seyyed Esmail à Téhéran aurait eu 40 colonnes.
Quelques āb anbār, comme celui de Sardar-e Bozorg de Qazvin, construit par Hossein Khan Sardar (en) Qajar et son frère Hasan Khan Qajar employèrent un plan carré, d'autres sont rectangulaires. Certains nécessitaient l'utilisation de colonnes à l'intérieur du réservoir. Le ab anbar Sardar-e Kuchak à Qazvin fournit l'exemple de l'utilisation d'une colonne massive au centre qui divisent l'espace en 4 espaces contigus de 8,5 m × 8,5 m, chacun étant séparément recouvert d'un dôme.

## L'accès à l'āb anbār
Afin d'accéder à l'eau, on passait par l'entrée (sar-dar) qui était toujours ouverte, traversait un escalier afin d'atteindre le fond où il y avait des robinets pour accéder à l'eau stockée. À côté de chaque robinet se trouve une plateforme ou un siège et un drain pour écouler l'eau du robinet. En fonction de l'endroit (c.à.d. la profondeur) à laquelle se trouvaient les robinets, l'eau étaient plus ou moins froide. Certains réservoirs avaient des robinets multiples situés à intervalles fixes le long de l'escalier. De cette façon, personne n'avait accès à l'eau elle-même, minimisant par là les risques de contamination. Le réservoir est complètement isolé de l'extérieur, à l'exception des fenêtres de ventilation et des capteurs de vent. Afin de minimiser encore les risques de contamination, l'intérieur du réservoir était recouvert d'un composant salé qui formait une surface sur l'eau. L'eau était bien entendue tirée par en bas en utilisant le pashir.

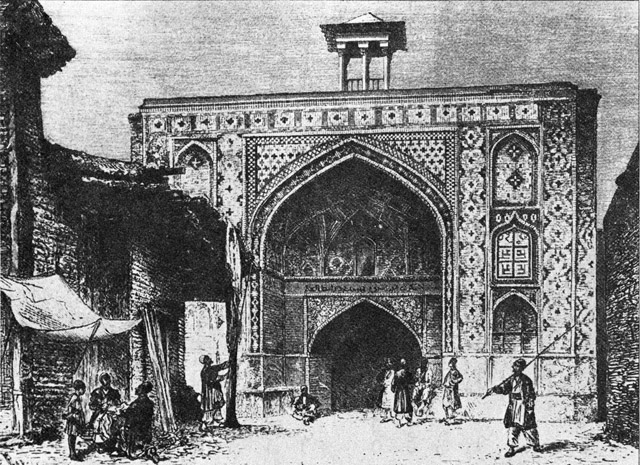
Le sar-dar du anbar de Haj Kazem à Qazvin, représenté par l'explorateur français Dieulafoy mi-1800.

Dans certains ab anbar, comme à Qazvin, l'escalier et le stockage  étaient construits accolés l'un à l'autre, alors qu'à Yazd, le stockage et l'escalier n'étaient pas connectés entre eux, l'escalier étant positionné séparément.
Le nombre de marches dépend de la capacité du stockage. Le āb anbār Sardar-e Bozorg par exemple, a 50 marches, qui amènent à 17 m sous terre. Le āb anbār de la mosquée Nabi possède 36 marches, Haj Kazem 38, celui de la Mosquée du vendredi 35 et Zabideh Khatun 20 (tous ceux-ci sont situés à Qazvin). Afin de procurer un repos en parcourant les escaliers, de une à trois plateformes étaient construites dans l'escalier. Tous les escaliers sont linéaires.
La personne responsable du remplissage des āb anbār (à la fois privés et publics) était appelé un mirāb. En effet, il était responsable de partager le réseau kariz à divers moments. Si une maison voulait que son āb anbār soit rempli, il fallait demander au mirāb d'ouvrir le kariz vers leur réservoir. Une nuit était suffisante pour remplir un réservoir de maison typique. Le āb anbār était aussi nettoyé une fois par an des sédiments.

## Le Sar-dar
Le Sardar est l'entrée voutée qui descend dans le āb anbār. Cette entrée possède une plateforme construite pour servir d'espace de repos après voir remonté l'escalier. Elle est souvent décorée et porte des inscriptions avec de la poésie et la date de la construction.

## Les capteurs de vent
voir aussi: badgir

Les āb anbār en Iran ont utilisé de un à six badgirs (capteurs de vent). Cependant, les āb anbār de Qazvin n'utilisent pas souvent des capteurs de vent comme dans les autres parties d'Iran, peut-être à cause des conditions climatiques. Qazvin a des hivers très froids et n'est pas aussi chaude en été que Yazd. La plupart des āb anbār de Yazd sont seulement équipés de systèmes de ventilation ou de semi-capteurs de vent. Les āb anbār de Yazd, Kashan, Na'in et d'autres villes d'Iran au climat chaud font un usage intensif afin de refroidir et ventiler l'endroit.

### Glossaire des termes de cet article
- Ab-anbar: traduction littérale: ab signifiant eau et anbar signifiant lieu de stockage. Un espace souterrain spécialement conçu pour stocker de l'eau potable, employant habituellement des capteurs de vent et alimenté par des kariz.
- Gushvar: Quelque chose qui se reproduit symétriquement de chaque côté d'un élément, par exemple deux petites pièces sur les côtés d'une entrée, d'un hall, etc.
- Kariz: Un canal souterrain semblable à un qanat.
- Layeh-rubi: Le nettoyage périodique pour les qanats, karizs et āb anbār des sédiments qui s'y sont accumulés.
- Maz-har: Le premier endroit où un Kariz ou un Qanat fait surface.
- Meerab: Personne responsable de la distribution d'eau dans les ab anbar via des canaux souterraines.
- Nazr: un type de prière dans lequel une personne demande une faveur et promet en retour quelque chose à la divinité.
- Pasheer: Le point le plus bas de l'escalier de l'ab anbar; le point où un robinet est installé pour donner l'eau du réservoir.
- Qanat: Un système de puits connectés, ayant habituellement son origine dans des lieux lointains en hauteur jusqu'à un maz-har moins élevé pour profiter de la pente.
- Saqqa-khaneh: Un endroit (généralement une enclave dans une allée) où des bougies sont allumées et des prières sont faites.
- Sar-dar: Une entrée d'un bâtiment, d'un ab anbar, etc.
- Sarooj: Un mortier spécial fait de sable, d'argile, de blancs d'œuf, de citrons verts, de poils de chèvre et de cendres en proportions spécifiques, très imperméable.